# Lac Brosno

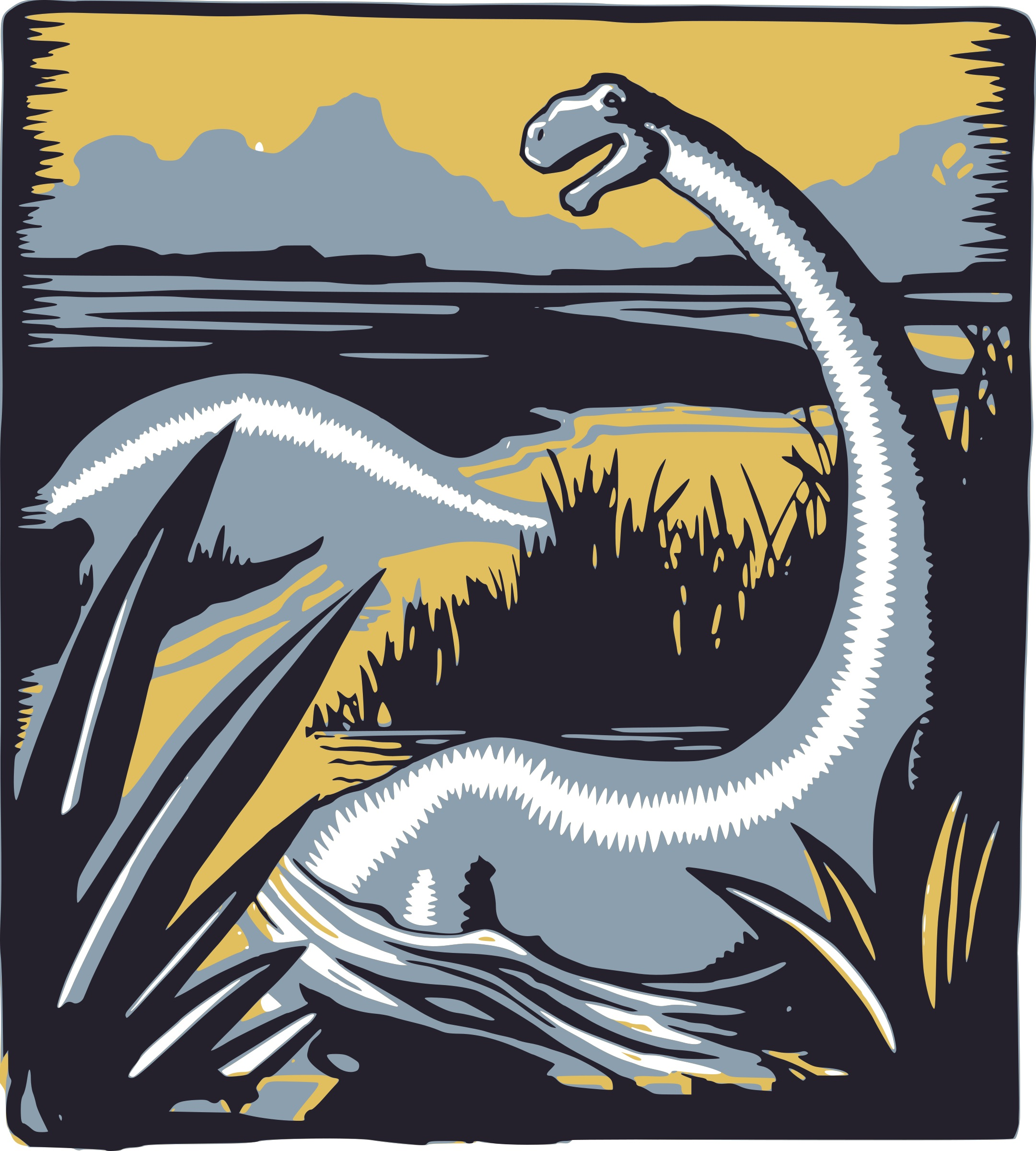
Une représentation du Dragon de Brosno.

Le lac Brosno (en russe : озеро Бросно) est un lac de l'oblast de Tver, dans la partie européenne de la Russie. Il se trouve près de la ville d'Andreapol. Le lac est entre autres connu pour abriter le prétendu dragon de Brosno.

## Géographie
Le lac a une profondeur maximale de 41,5 mètres et dans l'ouest du lac, on trouve une église engloutie. On y trouve des perches et des lottes. 